# Tóth Alexis
Tóth Elek (angol nyelvterületen: Alexis Toth vagy Alexis Georgievich Tóth, ruszinul: Алексѣй Григорович Товт (átírva: Alekszij Hrihorovics Tovt), oroszul: Алексей Георгиевич Товт (átírva: Alekszej Georgijevics Tovt)) (1853. március 14. – 1909. május 7.) magyar származású orosz ortodox egyházi vezető volt az Egyesült Államok középnyugati részén, aki miután lemondott a Ruszin Katolikus Egyházban betöltött bizánci katolikus papi tisztségéről, mintegy 20 000 keleti rítusú katolikus áttérését segítette az orosz ortodox egyházba, ami hozzájárult az ortodox egyház növekedéséhez az Egyesült Államokban és az ortodox egyház megalakulásához Amerikában. Az ortodox egyház 1994-ben avatta szentté.

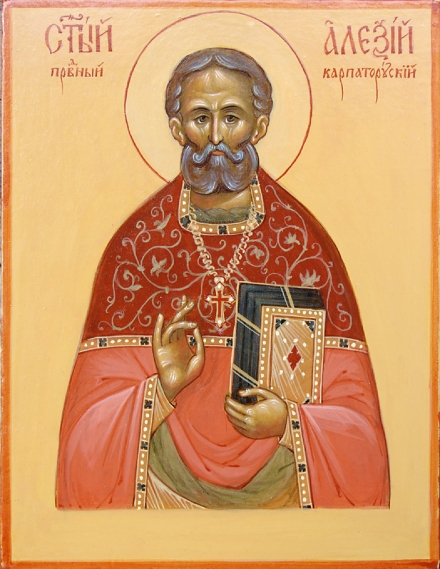
Wilkes-Barre-i Szent Alexis ikonja, 2012

## Fordítás
Ez a szócikk részben vagy egészben  az   Alexis Toth című angol Wikipédia-szócikk fordításán alapul.  Az eredeti cikk szerkesztőit annak laptörténete sorolja fel. Ez a jelzés csupán a megfogalmazás eredetét és a szerzői jogokat jelzi, nem szolgál a cikkben szereplő információk forrásmegjelöléseként.